# Dawn of the Black Hearts
Dawn of the Black Hearts é um álbum ao vivo/bootleg da banda de black metal norueguesa Mayhem. A capa traz a foto do cadáver de Per Yngve Ohlin (Dead), antigo vocalista da banda que se  suicidou com um tiro de espingarda na cabeça, deixando um bilhete onde dizia "Desculpe pelo sangue". Esta fotografia foi tirada pelo guitarrista Euronymous, após a descoberta do corpo. Apesar de ser apenas um lançamento "semi-oficial", esse notório bootleg é comumente listado como um dos principais álbuns da banda. O título do álbum significa "Amanhecer dos Corações Negros".
O álbum foi originalmente lançado em 1995 pela Warmaster Records por Maurício "Bull Metal" Montoya, proprietário da Warmaster Records na Colômbia, e amigo de Euronymous. A versão original contém oito músicas de um concerto em Sarpsborg, em 28 de fevereiro de 1990. A capa arte tem letras douradas.
Foi reeditado várias vezes por diversas gravadoras independentes de forma não-oficial. Muitas dessas reedições contêm quatro canções extras, gravadas em um concerto durante o ano de 1986, com Messiah nos vocais. Alguns dos relançamentos erroneamente alegam que as novas canções são de um show em Lillehammer, com Maniac nos vocais.